# Пензенский государственный аграрный университет
Пензенский государственный аграрный университет (ПГАУ) — государственный университет в городе Пензе, основанный в 1951 году.

## История
Распоряжением от 21 сентября 1950 года № 15192/Р Совет Министров СССР разрешил Министерству высшего образования организовать в городе Пензе на базе лесотехнического техникума Пензенский сельскохозяйственных институт. 16 ноября 1995 года институт реорганизован в Пензенскую государственную сельскохозяйственную академию. Приказом Минсельхоза России № 536 от 1 декабря 2016 года Пензенская государственная сельскохозяйственная академия была преобразована в Пензенский государственный аграрный университет.

## Факультеты и кафедры
- Агрономический факультет (основан в 1952 году)[5]:

1. Кафедра «Почвоведение, агрохимия и химия»;
2. Кафедра «Общее земледелие и землеустройство»;
3. Кафедра «Селекция, семеноводство и биология растений»;
4. Кафедра «Растениеводство и лесное хозяйство»;

- Инженерный факультет (основан в 1952 году):

1. Кафедра «Механизация технологических процессов в АПК»;
2. Кафедра «Основы конструирования механизмов и машин»;
3. Кафедра «Технический сервис машин»;
4. Кафедра «Тракторы, автомобили и теплоэнергетика»;
5. Кафедра «Физика и математика»;
6. Кафедра «Философия, история и иностранные языки»;

- Технологический факультет (основан в 1951 году):

1. Кафедра «Биология, биологические технологии и ветеринарно-санитарная экспертиза»;
2. Кафедра «Ветеринария»;
3. Кафедра «Производство продукции животноводства»;
4. Кафедра «Переработка сельскохозяйственной продукции»;
5. Кафедра «Физическое воспитание»;

- Экономический факультет (основан в 1979 году):

1. Кафедра «Бухгалтерский учёт, анализ и аудит»;
2. Кафедра «Организация и информатизация производства»;
3. Кафедра «Управление, экономика и право»;
4. Кафедра «Финансы»;

## Направления подготовки
- Направления бакалавриата:

| Код направления | Наименование направления                                             | Профиль |
| --------------- | -------------------------------------------------------------------- | --- |
| 21.03.02        | Землеустройство и кадастры                                           | Землеустройство |
| 23.03.03        | Эксплуатация транспортно-технологических машин и комплексов          | Автомобили и автомобильное хозяйство                                                                                                 |
| 35.03.01        | Лесное дело                                                          | Лесное хозяйство |
| 35.03.03        | Агрохимия и агропочвоведение                                         | Агроэкология |
| 35.03.04        | Агрономия                                                            | Агрономия Агробизнес |
| 35.03.06        | Агроинженерия                                                        | Технические системы в агробизнесе |
| 35.03.07        | Технология производства и переработки сельскохозяйственной продукции | Технология производства, хранения и переработки продукции животноводства Технология хранения и переработки продукции растениеводства |
| 36.03.01        | Ветеринарно-санитарная экспертиза                                    | Ветеринарно-санитарная экспертиза |
| 36.03.02        | Зоотехния                                                            | Технология производства продуктов животноводства                                                                                     |
| 38.03.01        | Экономика                                                            | Бухгалтерский учёт, анализ и аудит Финансы и кредит                                                                                  |
| 38.03.02        | Менеджмент                                                           | Производственный менеджмент |

- Направления специалитета:

| Код направления | Наименование направления                      |
| --------------- | --------------------------------------------- |
| 23.05.01        | Наземные транспортно-технологические средства |
| 36.05.01        | Ветеринария                                   |
| 38.05.01        | Экономическая безопасность                    |

- Направления магистратуры:

| Код направления | Наименование направления                                    |
| --------------- | ----------------------------------------------------------- |
| 23.04.03        | Эксплуатация транспортно-технологических машин и комплексов |
| 35.04.03        | Агрохимия и агропочвоведение                                |
| 35.04.04        | Агрономия                                                   |
| 35.04.06        | Агроинженерия                                               |
| 36.04.02        | Зоотехния                                                   |
| 38.04.01        | Экономика                                                   |
| 38.04.02        | Менеджмент                                                  |

- Направление аспирантуры:

| Код направления | Наименование направления                                                                             |
| --------------- | --- |
| 06.06.01        | Биологические науки                                                                                  |
| 35.06.01        | Сельское хозяйство                                                                                   |
| 35.06.04        | Технологии, средства механизации и энергетическое оборудование в сельском, лесном и рыбном хозяйстве |
| 36.06.01        | Ветеринария                                                                                          |
| 38.06.01        | Экономика                                                                                            |

## Ректоры университета
В различные годы университетом руководители ректоры (директора):
1. Кирилл Фёдорович Виденин (1950—1955);
2. Григорий Владимирович Гуляев (1955—1965);
3. Фёдор Андреевич Жарков (1965—1968);
4. Николай Мусеевич Ибрагимов (1969—1973);
5. Геннадий Борисович Гальдин (1973—1994);
6. Александр Фёдорович Блинохватов (1994—2004);
7. Владимир Дмитриевич Коротнев (2004—2013);
8. Виктор Николаевич Кувайцев (2013—2014);
9. Олег Николаевич Кухарев (с 2015 года).

## Диссертационные советы
Приказом Минобрнауки РФ № 1223/нк от 12 октября 2022 г. разрешено создание совета по защите диссертаций на соискание ученой степени кандидата наук, на соискание ученой степени доктора наук 35.2.029.01 по научной специальности 4.3.1 Технологии, машины и оборудование для агропромышленного комплекса (технические науки) 

## Оценка качества образования
В 2012 году по итогам мониторинга Минобра РФ сельскохозяйственная академия попала в число вузов с признаками неэффективности. Из пяти обязательных критериев ПГСХА провалила «четыре», включая средний балл абитуриентов по ЕГЭ и совокупный годовой доход. Неэффективность не означала одномоментного закрытия академии, но перспектива реорганизации и превращения в филиал была вполне реальной и шокировала студентов и преподавателей. 
15 июля 2015 года стало известно, что ПГСХА попала в «черный список» Рособрнадзора. По результатам апрельской проверки было приостановлено действие государственной аккредитации программы «Экономика и управление». Вуз мог вести образовательную деятельность по этому направлению, однако выдачу дипломов по специальности пришлось прекратить. 27 октября губернатор Пензенской области Иван Белозерцев встретился с главой Рособрнадзора Сергеем Кравцовым в Москве. На встрече обсуждалась в том числе и судьба экономического факультета ПГСХА, существование которого было под вопросом с августа. Этой встрече предшествовала долгая предварительная работа «без камер».«Два дня назад я встречался с руководителем Федеральной службы по надзору в сфере образования и науки, обозначал вопрос поддержки и развития нашей сельхозакадемии. Экономический факультет нам удалось отстоять», – сообщил глава региона Иван Белозерцев 29 октября на встрече со студентами ПГСХА .
Проведенное исследование международным информационным агентством «Россия сегодня» при поддержке Министерства образования и науки Российской Федерации, показало, что по уровню показателей независимой оценки качества образовательной деятельности университет находится на 23 месте в общем рейтинге 503 организаций высшего образования России и на 3 месте в рейтинге 54 организаций высшего образования, подведомственных Министерству сельского хозяйства Российской Федерации.
Участие в рейтингах
| Национальные рейтинги                                    | 2023   | 2022    | 2021 |
| -------------------------------------------------------- | ------ | ------- | ---- |
| Национальный рейтинг Интерфакс                           | 332-33 | 311-314 |      |
| Локальный рейтинг вузов Приволжского федерального округа | 44     |         | 51   |
|                                                          |        |         |      |